# Karl Ehrenbolger
Karl Ehrenbolger (* 13. November 1899; † nach 1964) war ein Schweizer Fussballspieler.

## Karriere
Karl Ehrenbolger spielte auf Vereinsebene für den FC Nordstern Basel und wechselte später zum FC Concordia Basel. Er absolvierte für die Schweizer Nationalmannschaft insgesamt 18 Länderspiele und schoss dabei ein Tor. Bei den Olympischen Sommerspielen 1924 gewann er mit der Nationalmannschaft die Silbermedaille.